# Tsubomi (magazine)
Pour les articles homonymes, voir Tsubomi.
Tsubomi (つぼみ) est un magazine d'anthologie de mangas yuri publié au Japon par Houbunsha. La publication a commencé le 12 février 2009 et s'est arrêtée en décembre 2012 après 21 parutions,.

## Auteurs
- Mitsuru Hattori[2]
- Hiro Hoshiai[1]
- Izumi Kazuto (en)[2]
- Tatsumi Kigi[1]
- Akira Kizuki[1]
- Aki Kudō[1]
- Yuka Miyauchi[1]
- Fūka Mizutani[2]
- Milk Morinaga[2]
- Nawoko[2]
- Hidari Ōgawa[1]
- Megane Ōtomo[2]
- Hiroki Ugawa (Koburiawase)[1]
- Nodoka Tsurimaki[1]
- Atsushi Yoshinari[1]
- Akihito Yoshitomi (en) (Sisterism)[2]